# B2W
B2W Companhia Global do Varejo (B2W Varejo) est la principale entreprise spécialisée dans la vente en ligne d'Amérique Latine. Elle vend des livres, des CD, des DVD, du matériel informatique et électronique, des parfums et des vêtements.

## Historique
Le groupe est principalement implanté au Brésil, au Mexique et en Argentine, et prévoit de se développer en Inde, en Uruguay, en Chine, au Chili et aux États-Unis.

## Principaux sites
- Americanas.com.br
- Submarino.com.br
- Shoptime.com.br
- Ingresso.com.br